# Zgodovina odkrivanja dinozavrov
Fosile dinozavrov so ljudje poznali že tisočletja, niso pa vedeli, za kaj gre v resnici. Kitajci so menili, da so to zmajeve kosti, Evropejci pa so jih pripisovali velikanom in drugim bitjem, ki so umrla ob vesoljnem potopu.
Prvi dinozaver, ki so mu določili vrsto, je bil igvanodon, ki ga je leta 1822 odkril angleški geolog Gideon Mantell. Opazil je podobnosti med fosili in okostjem današnjih kuščarjev legvanov. 
Dve leti kasneje je častiti William Buckland, profesor geologije na Oxfordu, kot prvi opisal dinozavra v znanstvenem članku, šlo je za vrsto Megalosaurus bucklandii, ki so jo našli blizu Oxforda. To odkritje je sprožilo veliko zanimanje med evropskimi in ameriškimi znanstveniki in leta 1842 je angleški paleontolog Richard Owen skoval izraz dinozaver. Ugotovil je, da imajo do takrat odkrite vrste veliko skupnih značilnosti, zato jih je uvrstil v nov taksonomski razred. S pomočjo princa Alberta, moža kraljice Viktorije, je Owen ustanovil Prirodoslovni muzej v Londonu, kjer so postavili na ogled fosile dinozavrov in druge biološke in geološke primerke.
Leta 1858 je bil odkrit prvi dinozaver v ZDA. Šlo je za hadrozavra, čigar okostje je bilo skoraj popolnoma ohranjeno. Jasno je bilo, da je ta dinozaver hodil po dveh nogah. To je bilo revolucionarno odkritje, saj so do tedaj mislili, da so dinozavri hodili samo po štirih, tako kot kuščarji. Začela se je dinozavrska mrzlica, katere najbolj znana predstavnika sta bila Edward Drinker Cope in Othniel Charles Marsh, paleontologa, ki sta tekmovala v tem, kdo bo odkril več novih vrst. Skoraj 30 let sta se borila v tako imenovani Vojni za kosti. Tekma se je končala šele, ko je Cope umrl, potem ko je zapravil celotno premoženje za lov na dinozavre. Marsh je v tekmi zmagal, saj je imel več sponzorjev. Njune najdbe so danes razstavljene v New Yorku in na Yaleu. 
Kasneje se je iskanje dinozavrov razširilo po vsem svetu, dinozavre so odkrivali na vseh kontinentih, vključno z Antarktiko (prvega so tam našli leta 1986). Trenutno največ novih fosilov odkrijejo v Argentini in na Kitajskem, tam so odkrili med drugim veliko izredno dobro ohranjenih pernatih dinozavrov.
Decembra leta 2006 so v Španiji odkrili okostje največjega dinozavra v Evropi. Poimenovali so ga Turiasaurus riodevensis, po vasi, kjer so našli njegove ostanke. Živel naj bi pred okoli 145 milijoni let. Dinozaver je bil dolg okoli 40 metrov. Podobne ostanke dinozavrov so našli tudi v Afriki in Ameriki. Našli so ključne dobro ohranjene dele dinozavrovega okostja, ki bodo omogočili natančno določitev dinozavrove velikosti in izgleda.